# Élections législatives de 1997 dans le Puy-de-Dôme
Les élections législatives françaises de 1997 se déroulent les 25 mai et 1er juin 1997. Dans le département du Puy-de-Dôme, six députés sont à élire dans le cadre de six circonscriptions.

## Élus
| Circonscription | Député sortant           | Parti | Parti      | Député élu ou réélu      | Parti | Parti    |
| --------------- | ------------------------ | ----- | ---------- | ------------------------ | ----- | -------- |
| 1re             | Michel Fanget            |       | UDF (AD)   | Odile Saugues            |       | PS       |
| 2e              | Michel Cartaud           |       | UDF (PPDF) | Alain Néri               |       | PS       |
| 3e              | Valéry Giscard d'Estaing |       | UDF (PR)   | Valéry Giscard d'Estaing |       | UDF (PR) |
| 4e              | Pierre Pascallon         |       | RPR        | Jean-Paul Bacquet        |       | PS       |
| 5e              | Jean-Marc Chartoire      |       | UDF (AD)   | Maurice Adevah-Pœuf      |       | PS       |
| 6e              | Gérard Boche             |       | UDF (PR)   | Jean Michel              |       | PS       |

## Résultats

### Résultats à l'échelle du département
| Parti          | Parti                                     | Premier tour | Premier tour | Second tour | Second tour | Sièges |
| Parti          | Parti                                     | Voix         | %            | Voix        | %           | Sièges |
| -------------- | ----------------------------------------- | ------------ | ------------ | ----------- | ----------- | ------ |
|                | Parti socialiste                          | 73 844       | 27,75        | 133 505     | 47,06       | 5      |
|                | Parti communiste français                 | 29 565       | 11,11        | Retrait     | Retrait     | 0      |
|                | Les Verts                                 | 20 501       | 7,70         | 21 593      | 7,61        | 0      |
|                | Mouvement des citoyens dont Divers gauche | 3 659        | 1,38         |             |             | 0      |
|                | Gauche plurielle                          | 127 569      | 47,94        | 155 098     | 54,67       | 5      |
|                |                                           |              |              |             |             |        |
|                | Union pour la démocratie française        | 66 945       | 25,16        | 107 067     | 37,74       | 1      |
|                | Rassemblement pour la République          | 14 639       | 5,50         | 21 514      | 7,58        | 0      |
|                | La Droite indépendante                    | 7 526        | 2,83         |             |             | 0      |
|                | Divers droite                             | 5 089        | 1,91         | 0           |             |        |
|                | Mouvement des réformateurs                | 735          | 0,28         | 0           |             |        |
|                | Droite parlementaire                      | 94 934       | 35,67        | 128 581     | 45,33       | 1      |
|                |                                           |              |              |             |             |        |
|                | Front national                            | 25 772       | 9,68         |             |             | 0      |
|                | Divers écologiste dont MÉI et GÉ          | 10 007       | 3,76         | 0           |             |        |
|                | Extrême gauche dont , LCR, LO et PT       | 6 740        | 2,53         | 0           |             |        |
|                | Divers                                    | 1 087        | 0,41         | 0           |             |        |
|                |                                           |              |              |             |             |        |
| Inscrits       | Inscrits                                  | 410 473      | 100,00       | 410 515     | 100,00      | 6      |
| Abstentions    | Abstentions                               | 127 787      | 31,13        | 108 001     | 26,31       |        |
| Votants        | Votants                                   | 282 686      | 68,87        | 302 514     | 73,69       |        |
| Blancs et nuls | Blancs et nuls                            | 16 577       | 5,86         | 18 835      | 6,23        |        |
| Exprimés       | Exprimés                                  | 266 109      | 94,14        | 283 679     | 93,77       |        |

### Résultats par circonscription

#### Première circonscription (Clermont-Ferrand)
| Candidat       | Candidat              | Parti          | Premier tour | Premier tour | Second tour | Second tour |  |
| Candidat       | Candidat              | Parti          | Voix         | %            | Voix        | %           |  |
| -------------- | --------------------- | -------------- | ------------ | ------------ | ----------- | ----------- |  |
|                | Odile Saugues élue    | PS             | 12 412       | 34,9         | 21 883      | 58,04       |  |
|                | Michel Fanget sortant | UDF (AD)       | 10 083       | 28,35        | 15 818      | 41,96       |  |
|                | Abel Poitrineau       | FN             | 3 976        | 11,18        |             |             |  |
|                | Danielle Martin       | PCF            | 2 648        | 7,44         |             |             |  |
|                | Yves Leycuras         | Les Verts      | 1 557        | 4,38         |             |             |  |
|                | Daniel Séguy          | LO             | 1 104        | 3,1          |             |             |  |
|                | Alain Laffont         | LCR            | 969          | 2,72         |             |             |  |
|                | Thierry Jacouton      | LDI (MPF)      | 800          | 2,25         |             |             |  |
|                | Michel Despalle       | GÉ             | 608          | 1,71         |             |             |  |
|                | Gisèle Naudier        | MÉI            | 555          | 1,56         |             |             |  |
|                | Monique Bonnet        | MDC            | 435          | 1,22         |             |             |  |
|                | Daniel Beaufils       | PT             | 252          | 0,71         |             |             |  |
|                | Anne-Marie Vacheron   | MDR            | 131          | 0,37         |             |             |  |
|                | Florent Delaunay      | Divers         | 39           | 0,11         |             |             |  |
|                |                       |                |              |              |             |             |  |
| Inscrits       | Inscrits              | Inscrits       | 57 557       | 100,00       | 57 556      | 100,00      |  |
| Abstentions    | Abstentions           | Abstentions    | 20 093       | 34,91        | 17 512      | 30,43       |  |
| Votants        | Votants               | Votants        | 37 464       | 65,09        | 40 044      | 69,57       |  |
| Blancs et nuls | Blancs et nuls        | Blancs et nuls | 1 895        | 5,06         | 2 343       | 5,85        |  |
| Exprimés       | Exprimés              | Exprimés       | 35 569       | 94,94        | 37 701      | 94,15       |  |

#### Deuxième circonscription (Cournon-d'Auvergne)
| Candidat       | Candidat               | Parti          | Premier tour | Premier tour | Second tour | Second tour |  |
| Candidat       | Candidat               | Parti          | Voix         | %            | Voix        | %           |  |
| -------------- | ---------------------- | -------------- | ------------ | ------------ | ----------- | ----------- |  |
|                | Alain Néri élu         | PS             | 16 734       | 37,57        | 28 197      | 59,99       |  |
|                | Michel Cartaud sortant | UDF (PPDF)     | 11 990       | 26,92        | 18 802      | 40,01       |  |
|                | Maxime Royet           | FN             | 4 398        | 9,87         |             |             |  |
|                | Nicole Taque           | PCF            | 3 532        | 7,93         |             |             |  |
|                | Thierry Caruana        | Les Verts      | 2 075        | 4,66         |             |             |  |
|                | Josiane Mainville      | LO             | 1 571        | 3,53         |             |             |  |
|                | Jean-Pierre Testi      | GÉ             | 1 417        | 3,18         |             |             |  |
|                | Roger Lombardy         | LDI (MPF)      | 1 195        | 2,68         |             |             |  |
|                | Jacques Leroux         | US4J           | 675          | 1,52         |             |             |  |
|                | Dominique Stéphan      | LCR            | 485          | 1,09         |             |             |  |
|                | Philippe Lecat         | PT             | 302          | 0,68         |             |             |  |
|                | Pierre Cunat           | MDR            | 169          | 0,38         |             |             |  |
|                | Geneviève Roberjot     | Divers         | 0            | 0            |             |             |  |
|                |                        |                |              |              |             |             |  |
| Inscrits       | Inscrits               | Inscrits       | 68 541       | 100,00       | 68 537      | 100,00      |  |
| Abstentions    | Abstentions            | Abstentions    | 21 475       | 31,33        | 18 457      | 26,93       |  |
| Votants        | Votants                | Votants        | 47 066       | 68,67        | 50 080      | 73,07       |  |
| Blancs et nuls | Blancs et nuls         | Blancs et nuls | 2 523        | 5,36         | 3 081       | 6,15        |  |
| Exprimés       | Exprimés               | Exprimés       | 44 543       | 94,64        | 46 999      | 93,85       |  |

#### Troisième circonscription (Chamalières)
| Candidat       | Candidat                               | Parti          | Premier tour | Premier tour | Second tour | Second tour |  |
| Candidat       | Candidat                               | Parti          | Voix         | %            | Voix        | %           |  |
| -------------- | -------------------------------------- | -------------- | ------------ | ------------ | ----------- | ----------- |  |
|                | Valéry Giscard d'Estaing sortant réélu | UDF (PR)       | 15 542       | 34,64        | 25 147      | 53,8        |  |
|                | Danielle Auroi                         | Les Verts (PS) | 13 208       | 29,44        | 21 593      | 46,2        |  |
|                | Serge Teillot                          | Divers droite  | 5 089        | 11,34        |             |             |  |
|                | Claude Jaffrès                         | FN             | 3 420        | 7,62         |             |             |  |
|                | Michel Dugay                           | PCF            | 2 894        | 6,45         |             |             |  |
|                | Marc-Antoine Sabatier                  | LDI (MPF)      | 1 517        | 3,38         |             |             |  |
|                | Jean-Michel Lavigne                    | GÉ             | 1 175        | 2,62         |             |             |  |
|                | Claude Bernard                         | MÉI            | 925          | 2,06         |             |             |  |
|                | Jean-Marc Miguet                       | MDC            | 843          | 1,88         |             |             |  |
|                | Annie Roucher                          | MDR            | 248          | 0,55         |             |             |  |
|                |                                        |                |              |              |             |             |  |
| Inscrits       | Inscrits                               | Inscrits       | 68 857       | 100,00       | 68 848      | 100,00      |  |
| Abstentions    | Abstentions                            | Abstentions    | 21 479       | 31,19        | 19 400      | 28,18       |  |
| Votants        | Votants                                | Votants        | 47 378       | 68,81        | 49 448      | 71,82       |  |
| Blancs et nuls | Blancs et nuls                         | Blancs et nuls | 2 517        | 5,31         | 2 708       | 5,48        |  |
| Exprimés       | Exprimés                               | Exprimés       | 44 861       | 94,69        | 46 740      | 94,52       |  |

#### Quatrième circonscription (Issoire)
| Candidat       | Candidat                 | Parti          | Premier tour | Premier tour | Second tour | Second tour |  |
| Candidat       | Candidat                 | Parti          | Voix         | %            | Voix        | %           |  |
| -------------- | ------------------------ | -------------- | ------------ | ------------ | ----------- | ----------- |  |
|                | Jean-Paul Bacquet élu    | PS             | 16 892       | 36,61        | 28 431      | 62,02       |  |
|                | Pierre Pascallon sortant | RPR            | 14 639       | 31,73        | 21 514      | 37,98       |  |
|                | Frédéric Souchal         | PCF            | 4 251        | 9,21         |             |             |  |
|                | Thierry Maillard         | FN             | 3 654        | 7,92         |             |             |  |
|                | Hervé Mantelet           | Les Verts      | 1 710        | 3,71         |             |             |  |
|                | Annick Mignon            | LDI (MPF)      | 1 163        | 2,52         |             |             |  |
|                | Raymond Puertas          | GÉ             | 927          | 2,01         |             |             |  |
|                | Patrick Goyeau           | LCR            | 858          | 1,86         |             |             |  |
|                | Jean-Pierre Upellini     | Divers         | 760          | 1,65         |             |             |  |
|                | Jean-Pierre Chaise       | US4J           | 649          | 1,41         |             |             |  |
|                | Alain Sirol              | MÉI            | 639          | 1,38         |             |             |  |
|                |                          |                |              |              |             |             |  |
| Inscrits       | Inscrits                 | Inscrits       | 69 567       | 100,00       | 69 654      | 100,00      |  |
| Abstentions    | Abstentions              | Abstentions    | 20 366       | 29,28        | 16 747      | 24,04       |  |
| Votants        | Votants                  | Votants        | 49 201       | 70,72        | 52 907      | 75,96       |  |
| Blancs et nuls | Blancs et nuls           | Blancs et nuls | 3 059        | 6,22         | 2 962       | 5,6         |  |
| Exprimés       | Exprimés                 | Exprimés       | 46 142       | 93,78        | 49 945      | 94,4        |  |

#### Cinquième circonscription (Thiers - Ambert)
| Candidat       | Candidat                    | Parti          | Premier tour | Premier tour | Second tour | Second tour |  |
| Candidat       | Candidat                    | Parti          | Voix         | %            | Voix        | %           |  |
| -------------- | --------------------------- | -------------- | ------------ | ------------ | ----------- | ----------- |  |
|                | Jean-Marc Chartoire sortant | UDF (AD)       | 12 213       | 29,38        | 20 526      | 46,87       |  |
|                | Maurice Adevah-Pœuf élu     | PS             | 11 585       | 27,86        | 23 264      | 53,13       |  |
|                | André Chassaigne            | PCF            | 8 403        | 20,21        | Retrait     | Retrait     |  |
|                | Jacques Chanet              | FN             | 4 954        | 11,92        |             |             |  |
|                | Claude Dufour               | LO             | 1 199        | 2,88         |             |             |  |
|                | Hubert Constancias          | MÉI            | 1 178        | 2,83         |             |             |  |
|                | Claude Bonnot               | LDI (MPF)      | 988          | 2,38         |             |             |  |
|                | Jean-Luc Vincent            | GÉ             | 869          | 2,09         |             |             |  |
|                | Patrick Chanier             | MDR            | 187          | 0,45         |             |             |  |
|                |                             |                |              |              |             |             |  |
| Inscrits       | Inscrits                    | Inscrits       | 64 230       | 100,00       | 64 214      | 100,00      |  |
| Abstentions    | Abstentions                 | Abstentions    | 19 833       | 30,88        | 16 570      | 25,8        |  |
| Votants        | Votants                     | Votants        | 44 397       | 69,12        | 47 644      | 74,2        |  |
| Blancs et nuls | Blancs et nuls              | Blancs et nuls | 2 821        | 6,35         | 3 854       | 8,09        |  |
| Exprimés       | Exprimés                    | Exprimés       | 41 576       | 93,65        | 43 790      | 91,91       |  |

#### Sixième circonscription (Riom)
| Candidat       | Candidat             | Parti          | Premier tour | Premier tour | Second tour | Second tour |  |
| Candidat       | Candidat             | Parti          | Voix         | %            | Voix        | %           |  |
| -------------- | -------------------- | -------------- | ------------ | ------------ | ----------- | ----------- |  |
|                | Gérard Boche sortant | UDF (PR)       | 17 117       | 32,04        | 26 774      | 45,76       |  |
|                | Jean Michel élu      | PS             | 16 221       | 30,37        | 31 730      | 54,24       |  |
|                | Guy Brunet           | PCF            | 7 837        | 14,67        |             |             |  |
|                | Michel Dufresne      | FN             | 5 370        | 10,05        |             |             |  |
|                | Agnès Mollon         | Les Verts      | 1 951        | 3,65         |             |             |  |
|                | Élizabeth Montfort   | LDI (MPF)      | 1 863        | 3,49         |             |             |  |
|                | Françoise Joet       | MÉI            | 1 714        | 3,21         |             |             |  |
|                | Philippe Archer      | US4J           | 1 057        | 1,98         |             |             |  |
|                | Antonio de Oliveira  | Divers         | 288          | 0,54         |             |             |  |
|                |                      |                |              |              |             |             |  |
| Inscrits       | Inscrits             | Inscrits       | 81 721       | 100,00       | 81 706      | 100,00      |  |
| Abstentions    | Abstentions          | Abstentions    | 24 541       | 30,03        | 19 315      | 23,64       |  |
| Votants        | Votants              | Votants        | 57 180       | 69,97        | 62 391      | 76,36       |  |
| Blancs et nuls | Blancs et nuls       | Blancs et nuls | 3 762        | 6,58         | 3 887       | 6,23        |  |
| Exprimés       | Exprimés             | Exprimés       | 53 418       | 93,42        | 58 504      | 93,77       |  |